# Río Chancay (Huaral)
El río Chancay es un río que pertenece a la vertiente del Pacífico en la costa central peruana. Desemboca en el océano Pacífico a unos 60 km al norte de Lima y unos 6 km al sur del distrito de Chancay. Nace en los Andes Occidentales, en el nevado de Raura, al noroeste de la provincia de Canta, en las lagunas de Verdococha, Acoscocha, Lichicocha, localizadas al pie del glaciar Alcoy.
En su primer tramo es conocido como río Ragrampi. A partir de la confluencia del río Baños cambia de nombre y es llamado río Acos, hasta llegar a la localidad del mismo nombre, a partir de este punto pasa a denominarse río Chancay (hoy distrito de Chancay, antes Villa de Arnedo fundada por los españoles). 
Tiene una longitud de aproximadamente 120 km, y su cuenca tiene una superficie de 3.200 km².
Poco antes de su desembocadura, en la margen izquierda, limitando con el desierto, se encuentra la antigua comunidad de Aucallama, una de las pocas que persisten en la costa y cerca de Lima.